# 陶澍墓
陶澍墓位于在湖南省益阳市安化县，是清朝官员陶澍的墓葬。2013年3月，中国国务院公布为第七批全国重点文物保护单位（古墓葬）。